# Otto-Karl Sperling
Otto-Karl Sperling (* 7. August 1917 in Halle (Saale); † 7. März 1996 in Düsseldorf) war ein deutscher Chirurg, Orthopäde, Sportmediziner und Hochschullehrer.

## Leben
Als Sohn des Sanitätsrats Dr. med. dent. Otto Sperling besuchte Sperling die Latina (Schule). Nach dem Abitur begann er im Wintersemester 1937/38 an der Ludwig-Maximilians-Universität München Medizin zu studieren. Im selben Semester wurde er im Kösener Corps Makaria München aktiv. 1942 schloss er das Medizinstudium, das er teilweise auch an der Martin-Luther-Universität Halle-Wittenberg und beim Sanitätsdienst der Wehrmacht absolvierte, in München mit Staatsexamen und Promotion ab. Bis zum Kriegsende war er Truppenarzt beim Heer (Wehrmacht), zuletzt im Range eines Oberarztes d. R. in einem Reservelazarett. Für seinen besonderen ärztlichen Einsatz wurde er u. a. mit dem Eisernen Kreuz 1. Klasse ausgezeichnet. Im letzten Kriegsjahr heiratete er in Halle Marianne Elisabeth Aldehoff.
Im Oktober 1945 aus sowjetischer Kriegsgefangenschaft entlassen, ging er zur chirurgischen Ausbildung an das St. Elisabeth-Krankenhaus in Halle. Dort wurde er im Juni 1950 Facharzt für Chirurgie. Anschließend absolvierte er bis März 1953 in der Abteilung Orthopädie der Chirurgischen Universitätsklinik Halle die Facharztausbildung für Orthopädie. Im April 1953 wurde er zum Ersten Oberarzt der neu eingerichteten Orthopädischen Universitätsklinik und damit zum Stellvertreter seines Corpsbruders Peter Friedrich Matzen ernannt. Ende 1955 folgte er ihm an die Orthopädische Universitätsklinik Leipzig. Gleich nach der Habilitation im Wintersemester 1958/59 wechselte er als Professor an die Humboldt-Universität in Ost-Berlin. Er baute die operative Orthopädie aus und etablierte das Fachgebiet Sportmedizin mit klinischer Forschung. Im Wintersemester 1960/61 wurde er zum o. Professor für Orthopädie berufen. Unmittelbar nach dem Mauerbau floh er im August 1961 mit seiner Familie über die Grüne Grenze in die Bundesrepublik. Nach einigen Praxisvertretungen kam er 1962/63 als „wissenschaftlicher Mitarbeiter“ bei seinem Corpsbruder Otto Rohlederer in der Orthopädie der Christian-Albrechts-Universität zu Kiel unter. Er eröffnete in Düsseldorf bald eine Arztpraxis und operierte als Belegarzt in einer Privatklinik. Zeitlebens nahm er seinen westdeutschen Kollegen übel, dass sie ihm einen Lehrstuhl verwehrten.
Der Landesverband Rheinland-Westfalen der Gewerblichen Berufsgenossenschaften ernannte ihn zum Leitenden Beratenden Arzt und orthopädischen Gutachter. Er wurde in den Bundesausschuss Leistungssport des Deutschen Sportbundes berufen und betreute die deutschen Olympiamannschaften bei den Olympischen Sommerspielen 1968 in Mexiko, den Olympischen Sommerspielen 1972 in München und den Olympischen Sommerspielen 1976 in Montreal. Er war Vizepräsident der Europäischen Föderation für Sportmedizin.

## Ehrungen
- Eisernes Kreuz 1. Klasse
- Bandverleihung des Corps Marchia Brünn zu Düsseldorf (1965)[1]
- Corpsschleifenträger der Normannia-Halle (1974), später erhielt er das Band[4]
- Ehrenmitglied des Verbandes der Sportärzte Frankreichs
- Ehrenmitglied des Verbandes der Sportärzte Österreichs (später Österreichische Gesellschaft für Sportmedizin und Prävention)
- Bundesverdienstkreuz 1. Klasse (1984)